# Jón Daði Böðvarsson
Jón Daði Böðvarsson (født 25. maj 1992 i Selfoss, Island), er en islandsk fodboldspiller (højre kant/angriber). Han spiller for det engelske Championship-hold Reading, som han har været tilknyttet siden 2017.

## Klubkarriere
Böðvarsson startede sin karriere i hjemlandet, men rejste i 2013 til Norge, hvor han skrev kontrakt med Viking Stavanger. Her spillede han de følgende tre sæsoner 81 Tippeliga-kampe, inden han skiftede til FC Kaiserslautern i Tyskland.
Opholdet i Kaiserslautern blev kun kortvarigt for Böðvarsson, der efter kun et halvt år i klubben blev solgt til Wolverhampton Wanderers i England. Her spillede han et enkelt år, før han i sommeren 2017 blev solgt til ligarivalerne Reading.

## Landshold
Böðvarsson har (pr. maj 2018) spillet 36 kampe og scoret to mål for Islands landshold. Han debuterede for holdet 14. november 2012 i en venskabskamp mod Andorra. Han var en del af den islandske trup, der nåede kvartfinalen ved EM 2016 i Frankrig, og blev også udtaget til VM 2018 i Rusland.